# Десембаргадор
Десембаргадор (на португалски: Desembargador (м.р.) португ. произношение: [desẽbaʁɡaˈdoʁ]), Desembargadora (ж.р), Desembargadores (мн. ч.)) е съдия от второинстанционен апелативен съд в Бразилия и Португалия. Според Конституцията на Бразилия десембаргадори (desembargadores) са съдиите от апелативните щатски съдилища.
През 2001 г. Регионалният федерален съд на Четвърти регион – апелативен федерален съд в Порто Алегре, приема решение, според което съдиите от състава на съда трябва да бъдат наричани федерални десембаргадори (desembargadores federais), а не просто федерални съдии (juízes federais), каквато е практиката дотогава. Федералните съдии от първоинстанционните федерални съдилища продължават да бъдат наричани просто съдии (juizes).
Решението на Регионалния федерален съд в Порто Алегре среща остра критика от страна на федералния съдия Жулио Жилерми Шатшнайдер, според когото решението на съда е еквивалентно на президентски декрет, според който съдиите в регионалните федерални съдилища трябва да бъдат наричани първи министри. Според Шатшнайдер съдът в Порто Алегре дава лош пример, като приема решение, противоречащо на разпоредбите на конституцията, според която всички федерални съдии, независимо дали са част от състава на първоинстанционен или регионален федерален съд, се наричат просто съдии (juízes).
Скоро след членовете на Регионалните федерални съдилища, с названието десембаргадори започват да се наричат и съдиите от Регионалните съдилища на труда, въпреки че и за тях Конституцията и Законът за съдебната власт предвиждат просто названието съдии (juízes). Въпреки продължаващите полемики по въпроса за употребата на това название, Националният съдебен съвет на Бразилия приема решение, че титлата десембаргадор може да се употребява само за членове на апелативните щатски съдилища.